# Bessey-en-Chaume
Bessey-en-Chaume ist eine französische Gemeinde mit 119 Einwohnern (Stand: 1. Januar 2022) im Département Côte-d’Or in der Region Bourgogne-Franche-Comté. Sie gehört zum Arrondissement Beaune und zum Kanton Arnay-le-Duc.
Nachbargemeinden sind Bouilland im Norden, Savigny-lès-Beaune im Osten, Bouze-lès-Beaune im Südosten, Mavilly-Mandelot im Süden und Lusigny-sur-Ouche, Bligny-sur-Ouche und Aubaine im Westen.

## Bevölkerungsentwicklung
| Jahr                       | 1962 | 1968 | 1975 | 1982 | 1990 | 1999 | 2008 | 2015 |
| -------------------------- | ---- | ---- | ---- | ---- | ---- | ---- | ---- | ---- |
| Einwohner                  | 98   | 99   | 82   | 79   | 87   | 98   | 104  | 146  |
| Quellen: Cassini und INSEE |      |      |      |      |      |      |      |      |

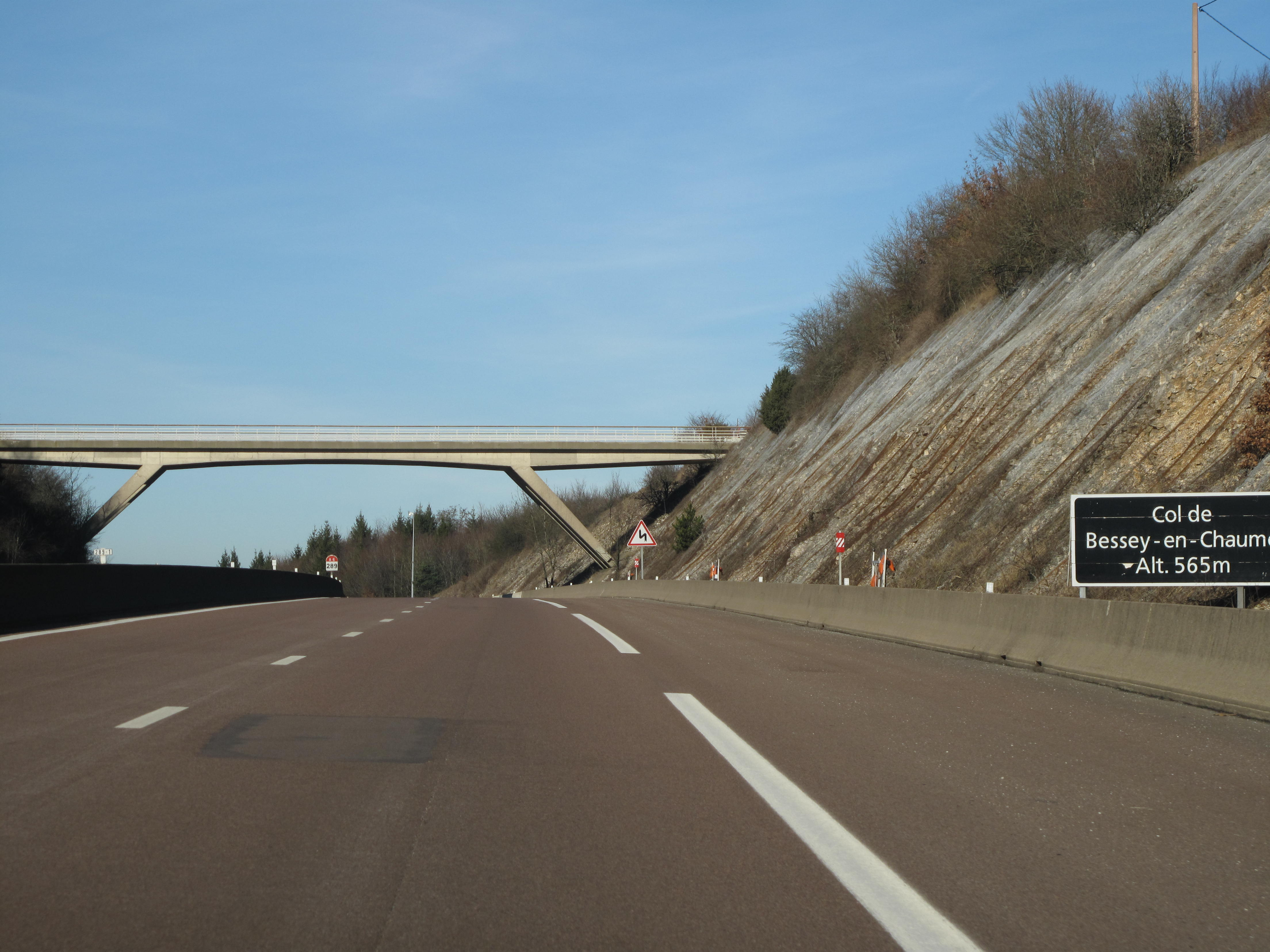
Der Passübergang Col de Bessey-en-Chaume mit der Autoroute A6
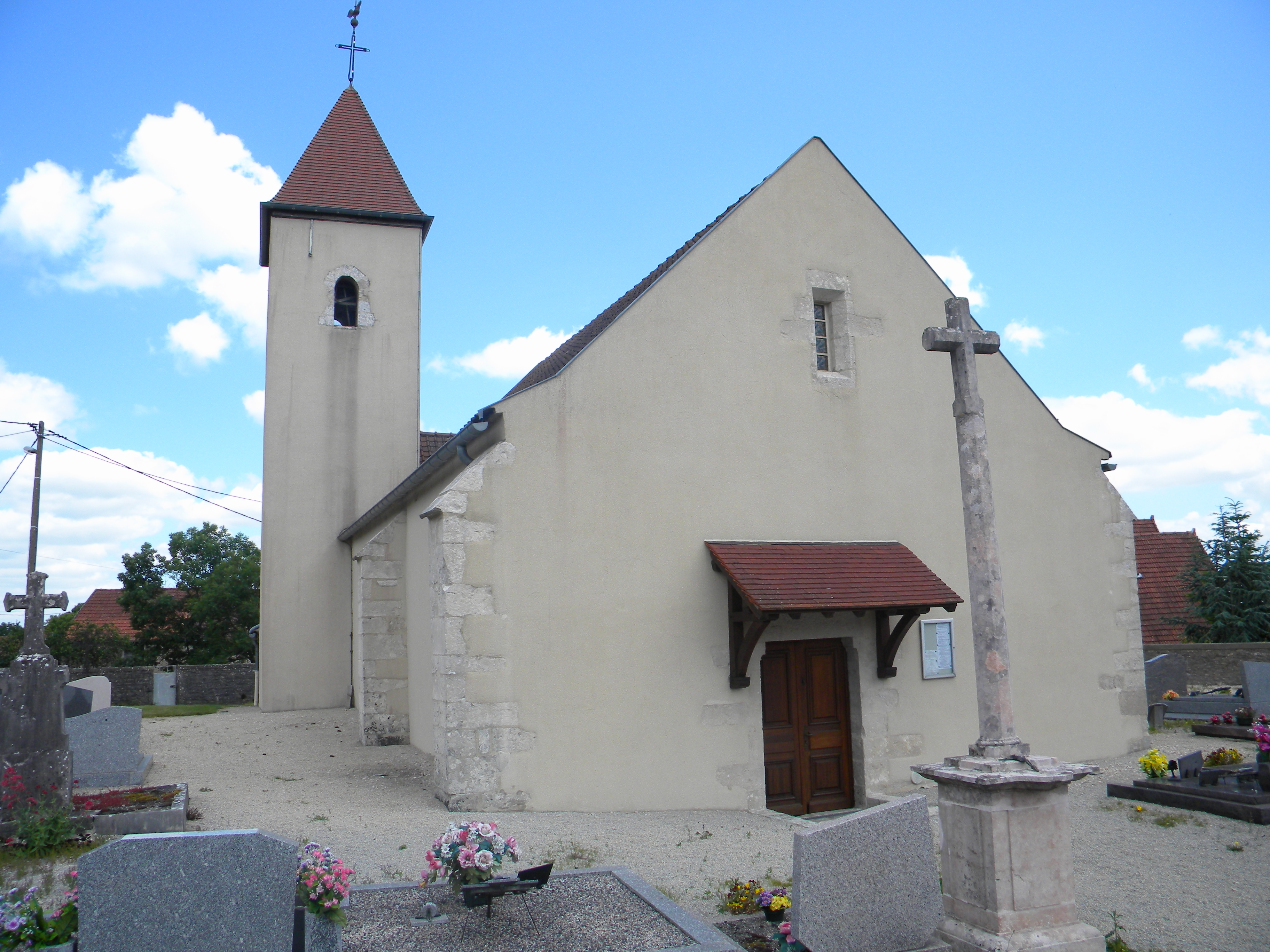
Kirche Saint-Philoté
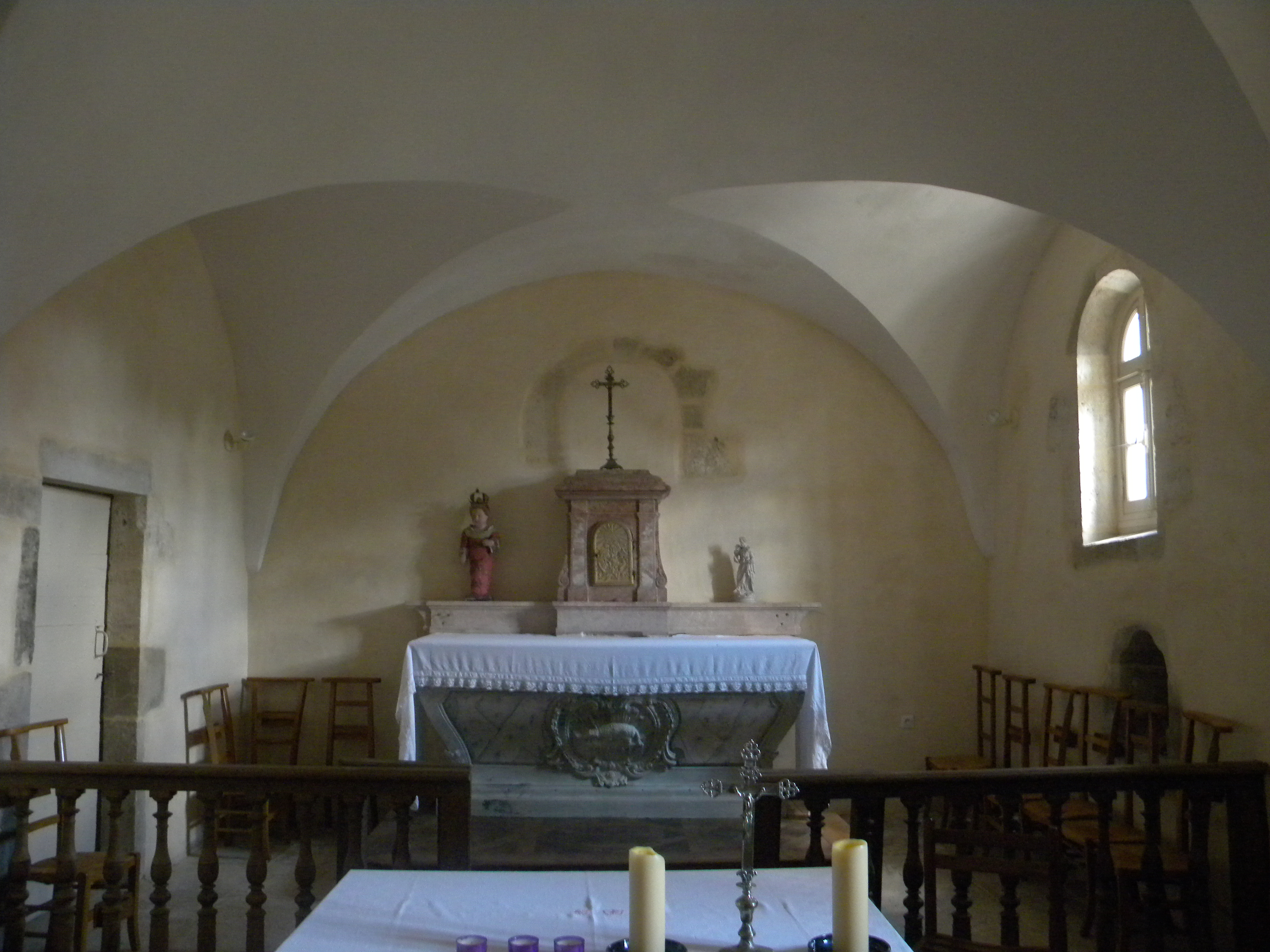
Innenansicht der Kirche